# 静戎郡
静戎郡，中国唐朝时设置的郡。
天宝元年（742年）置，治所在安信县（今四川省茂县西北）。辖境相当今四川省茂县一带。乾元元年（758年）改霸州。 